# La Bruyère (Haute-Saône)
La Bruyère település Franciaországban, Haute-Saône megyében. Lakosainak száma 169 fő (2022. január 1.). La Bruyère Amage, Breuchotte, La Corbière, Esboz-Brest, Magnivray és La Proiselière-et-Langle községekkel határos.

## Népesség
A település népességének változása:
| Lakosok száma | 204  | 211  | 217  | 218  | 221  | 221  | 204  | 186  | 169  |
|               | 2013 | 2015 | 2016 | 2017 | 2018 | 2019 | 2020 | 2021 | 2022 |